# Torneo de Río de Janeiro 2023
El Rio Open 2023 fue un evento de tenis del circuito ATP Tour 500. Se disputa en Río de Janeiro, Brasil en el recinto del Jockey Club Brasileiro desde el 20 hasta el 26 de febrero de 2023.

## Distribución de puntos
| Modalidad            | Campeón | Finalista | Semifinales | Cuartos de final | 2.ª ronda | 1.ª ronda | Clasificados | 2.ª ronda de clasificación | 1.ª ronda de clasificación |
| Individual masculino | 500     | 330       | 200         | 100              | 50        | 0         | 25           | 13                         | 0                          |
| Dobles masculino     | 500     | 300       | 180         | 90               | –         | –         | 45           | 25                         | 0                          |

## Cabezas de serie

### Individuales masculino
| Tenista             | Ranking | Preclasificado |
| Carlos Alcaraz      | 2       | 1              |
| Cameron Norrie      | 12      | 2              |
| Lorenzo Musetti     | 20      | 3              |
| Francisco Cerúndolo | 30      | 4              |
| Diego Schwartzman   | 32      | 5              |
| Sebastián Báez      | 36      | 6              |
| Albert Ramos        | 44      | 7              |
| Federico Coria      | 49      | 8              |
| Alex Molčan         | 51      | 9              |

- Ranking del 13 de febrero de 2023.[2]

### Dobles masculino
| Tenista                           | Ranking | Preclasificado |
| Rafael Matos David Vega Hernández | 54      | 1              |
| Juan Sebastián Cabal Marcelo Melo | 63      | 2              |
| Simone Bolelli Fabio Fognini      | 64      | 3              |
| Francisco Cabral Horacio Zeballos | 74      | 4              |

## Campeones

### Individual masculino
Cameron Norrie venció a  Carlos Alcaraz por 5-7, 6-4, 7-5

### Dobles masculino
Máximo González /  Andrés Molteni vencieron a  Juan Sebastián Cabal /  Marcelo Melo por 6-1, 7-6(7-3)